# Annulus (oliebrønd)
Annulus er hulrummet mellem et filterrør og diameteren af det borehul der er filtersat.
Den geometriske betydning er især vigtig ved beregning af mængden af filler (sand eller bentonit) der medgår ved opfyldning af borehullet.